# Il tempo se ne va
Il tempo se ne va è un brano musicale e un singolo di Adriano Celentano contenuto  nel suo album del 1980 Un po' artista un po' no.
Il brano era stato scritto da Toto Cutugno, Cristiano Minellono	e Claudia Mori.

## Tracce
1. Il tempo se ne va
2. Non se ne parla nemmeno

## Classifiche
| Classifica (1980) | Posizione massima |
| ----------------- | ----------------- |
| Svizzera          | 2                 |